# Новогард
Новогард (пол. Nowogard) — город в Польше, входит в Западно-Поморское воеводство, Голенювский повят. Имеет статус городско-сельской гмины. Занимает площадь 12,00 км². Население — 25.000 человек (на 2022 год).

## История
В XVII веке город входил в состав Бранденбурга, затем Пруссии, с 1871 — Германской империи, с 1933 — Третьего рейха, с 1945 — Польши.
Наиболее важные исторические события:
- 1268 — первый документ с названием города («Nogart Castrum et villa sive oppidum episcopi Caminensis»)
- 1309 — статус города
- 1330—34 — строительство костёлa
- 1534 — религией провозглашено лютеранство
- 1808 — Наугард (Новогард) стал центром одноименного административного округа. Что было подтверждено Венским конгрессом 1815 года.
- 1883 — запущена железнодорожная линия
- 1920 — В Наугарде (Новогарде) была предпринята эмиссия городских дензнаков (на случай чрезвычайных ситуаций).
- 1939 — 8 148 жителей
- 1945.03.04—05 — Новогард был освобождён 12-м гвардейским танковым корпусом Первого Белорусского фронта (командир: Герой Советского Союза, генерал-лейтенант Николай Теляков), 79-м стрелковым корпусом 3-й ударной армии (командир: Герой Советского Союза, генерал-майор Семён Перевёрткин), польским 3-м Берлинским полком I Дивизии им. Т. Костюшко (командир: полковник Александер Архипович[3]).
- 1946 — изменение немецкого названия города Naugard на польский Nowogard.
- 1947 — на территорию Новогардского повета были депортированы 1203 украинца с украинских этнических регионов (в ходе акции «Висла»).

### Историческая демография
Новогард, населения в разные годы (на основе: Roczniki Statystyczne Województwa Szczecińskiego z lat 1959—1992, Gustav Kratz,: Die Städte …, Encyklopedia.Szczecin):
| Год  | Население     |
| ---- | ------------- |
| XIV  | ok. 500—600   |
| XVII | ok. 800       |
| 1648 | ok. 300       |
| 1770 | 726           |
| 1883 | 4 800         |
| 1939 | 8 148 (8 202) |
| 1991 | 16 651        |
| 1996 | 17 343        |
| 2001 | 16 794        |
| 2006 | 16 745        |

### Памятники
- Церковь Святой Марии (1330—34)
- Водонапорная башня (1882)
- Ратуша (XX в.)

## Галерея
- Фрагмент старой городской стены
- Старинный особняк
- Ратуша
- Площадь перед церковью Св. Марии
- Церковь Успения пресвятой Богородицы
- Башня

## Города-побратимы
Новогард является городом-побратимом следующих городов:
- Гюцков (2000)
- Хайде (Гольштейн) (1996)
- Кэвлингэ (Сконе (лен)) (2005)
- Горнйи Миляновац (Моравичский округ) (2009)
- Велес (город) (2010)
- Дубровица (2009)